# The Road to Fame (film 1916)
The Road to Fame è un cortometraggio muto del 1916 diretto da Burton L. King. Prodotto dalla Selig Polyscope Company, il film aveva come interpreti Robyn Adair, Ed Brady, Virginia Kirtley, Leo Pierson.

## Trama
Un giovanotto che va in città finisce in malo modo. Vuole studiare musica, ma entra in un giro poco pulito, ingannando anche la ragazza che ha lasciato a casa. Lei va a cercarlo insieme a suo padre, ma il giovane cerca di derubare il vecchio del suo denaro. Colpito da uno dei suoi "amici", resta ucciso. Lei cerca di difenderne l'onore dicendo alla polizia che stava tentando di proteggere il denaro.

## Produzione
Il film fu prodotto dalla Selig Polyscope Company.

## Distribuzione
Distribuito dalla General Film Company, il film - un cortometraggio in una bobina - uscì nelle sale cinematografiche statunitensi il 16 dicembre 1916.